# Vanamõisa (Haljala)
Vanamõisa (Duits: Altenhof) is een plaats in de Estlandse gemeente Haljala, provincie Lääne-Virumaa. De plaats heeft de status van dorp (Estisch: küla) en telt 45 inwoners (2021).
De plaats ligt ten westen van Haljala, tot in 2017 de hoofdplaats van de gemeente Haljala.

## Geschiedenis
Vanamõisa werd in 1241 voor het eerst vermeld in het Grondboek van Waldemar onder de naam Katenshapæ. De naam kwam in de volgende jaren vele malen terug in diverse varianten, onder andere als Kassisaba, Katisaba, Kassiseppe en Kattsaba. Kassissaba was oorspronkelijk een dorp met een klein landgoed eromheen. In 1597 had het dezelfde eigenaar als Karrol (Karula). In 1637 was alleen een boerderij over: Kattisab Peter. In 1660 liet de eigenares van Karrol het verwaarloosde landgoed ‘Kaszisabba’ opknappen en kreeg het de naam Oldenhoff als ‘semi-landgoed’ (Duits: Beihof) onder Karrol. In 1765 werd het onder de naam Altenhof een zelfstandig landgoed. De naam Kassisaba werd, in verschillende varianten, nog gebruikt tot in het begin van de 19e eeuw.
Tussen 1803 en de onteigening van het landgoed door het onafhankelijk geworden Estland in 1919 was het in handen van de familie von Brevern. De familie mocht tot in 1939 het landhuis blijven bewonen.
Het landhuis is bewaard gebleven. Het is gebouwd in 1859 en bestaat uit een middendeel van twee woonlagen en twee vleugels van één woonlaag. Het is in particuliere handen.
In 1977 werd het buurdorp Mõisavälja bij Vanamõisa gevoegd en werd het buurdorp Aruküla (tot in 1919 onder de naam Aru of Arro een veehouderij onder het landgoed van Vanamõisa) opgedeeld tussen Vanamõisa en Auküla.

## Foto's

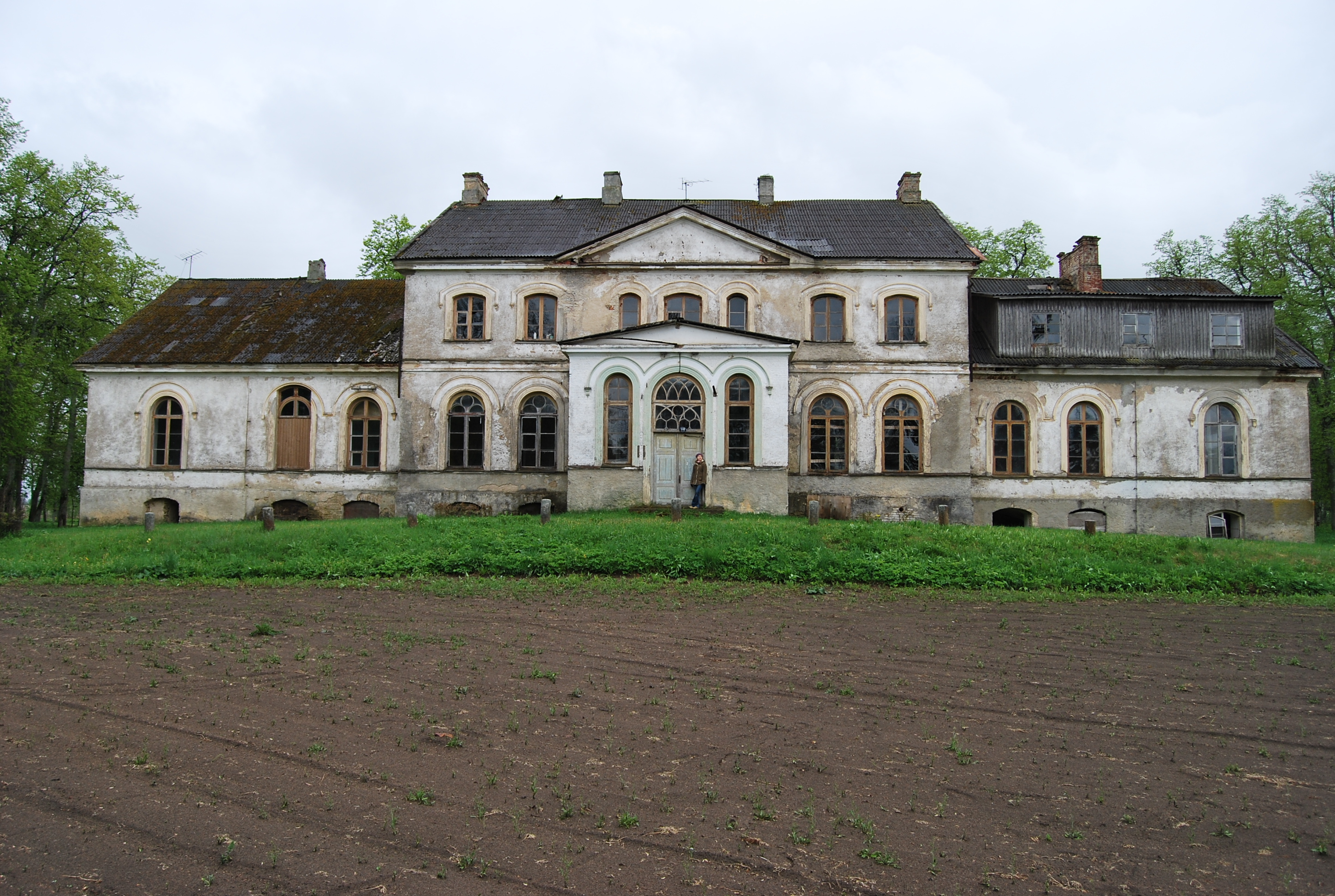
Het landhuis, voorzijde anno 2008
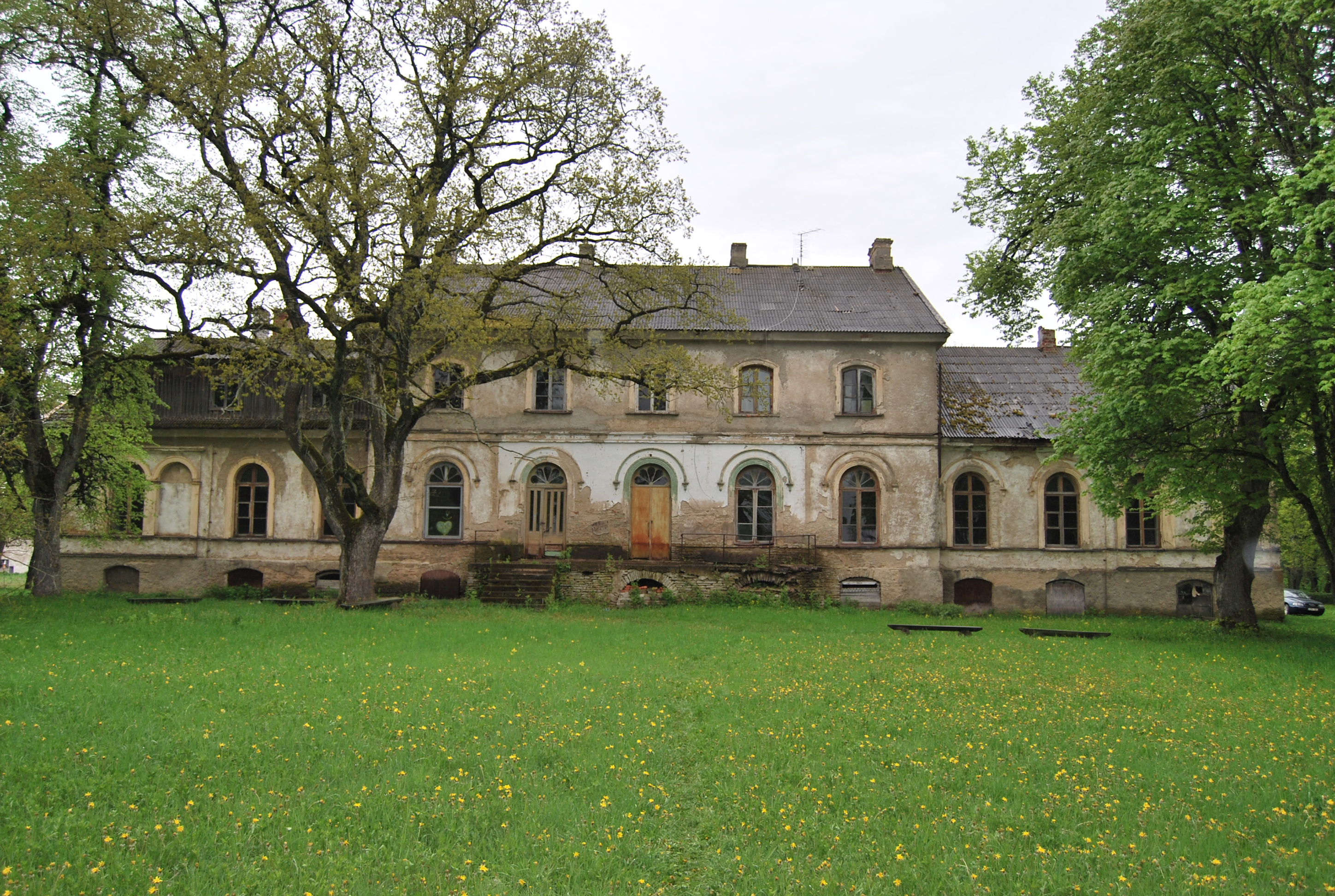
Het landhuis, achterzijde anno 2008